# Aethiothemis palustris
Aethiothemis palustris är en trollsländeart som beskrevs av Martin 1912. Aethiothemis palustris ingår i släktet Aethiothemis och familjen segeltrollsländor. IUCN kategoriserar arten globalt som livskraftig. Inga underarter finns listade i Catalogue of Life.